# Аарон (архиепископ Архангелогородский)
Архиепископ Аарон (1688, Белгород — 7 (18) мая 1738, Холмогоры) — епископ Русской православной церкви, архиепископ Архангелогородский и Холмогорский (1735−1738).

## Биография
Родился в 1688 году. Мирское имя — Алексий. В 1715–1722 годах архимандрит Аарон был настоятелем Николаевского мужского монастыря в Белгороде. В 1734 году назначен в настоятели московского Чудова монастыря, переведённый сюда из Ярославского Спасского монастыря, и определён членом Синода.
23 августа 1735 года назначен архиепископом в Архангельск, а 28 декабря посвящён в епископы в присутствии императрицы Анны Иоанновны и оставлен в Санкт-Петербурге на год для присутствования в Синоде. 10 июля 1736 года он присутствовал, вместе с прочими членами Синода, при присяге взятого к допросу архиепископа тверского Феофилакта (Лопатинского). 1 ноября присутствовал при допросах в тайной канцелярии предместника своего, чудовского архимандрита Евфимия (Калети), лишённого сана и умершего в крепости в 1738 году.
Затем отправлен в епархию. Прибыл в Холмогоры лишь в марте 1737 года и фактически управлял делами лишь год с небольшим и 7 мая 1738 года скончался. Погребён в Холмогорском Преображенском соборе.